# I Want My Mommy
I Want My Mommy es un videojuego publicado en 1983 por la empresa Zimag para la consola Atari 2600.